# Robert Turner (piragüista)
Robert Turner es un deportista británico que compitió en piragüismo en la modalidad de eslalon. Ganó una medalla de bronce en el Campeonato Europeo de Piragüismo en Eslalon de 1998, en la prueba de C1 por equipos.

## Palmarés internacional
| Campeonato Europeo | Campeonato Europeo                   | Campeonato Europeo | Campeonato Europeo |
| Año                | Lugar                                | Medalla            | Competición        |
| ------------------ | ------------------------------------ | ------------------ | ------------------ |
| 1998               | Roudnice nad Labem (República Checa) | Medalla de bronce  | C1 por equipos     |